# Belcheröarna

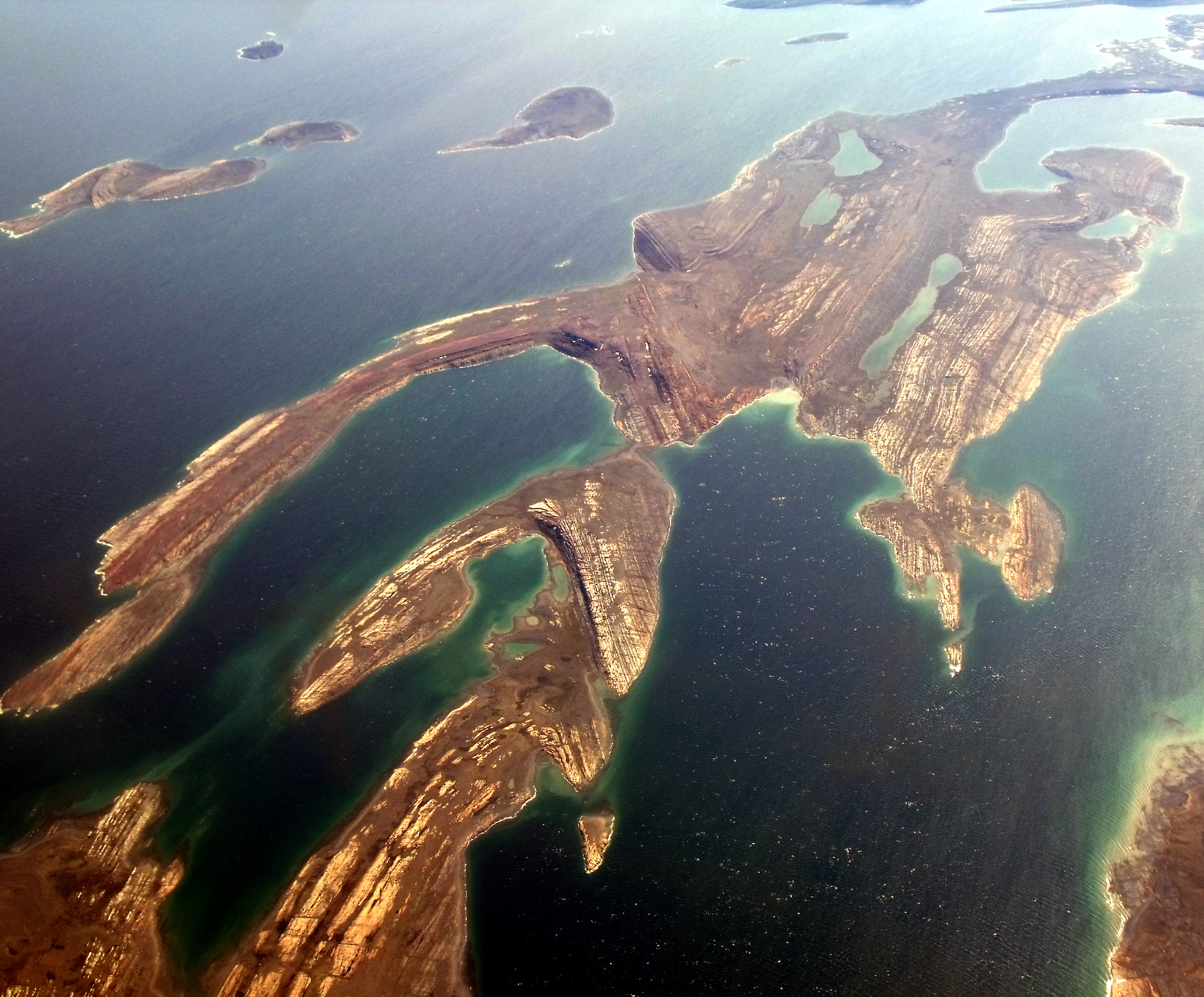
Vy över delar av ögruppen.

Belcheröarna är en ögrupp i Hudson Bay, Kanada, vilkas areal uppgår till omkring 10.000 kvadratkilometer.
Ögruppen upptäcktes för västerlänningar i sin verkliga utsträckning av Robert J. Flaherty efter att tidigare ha varit kända om ett par mindre ögrupper och namngavs efter Edward Belcher. På ögruppen finns några  bosättningar för inuiter, den största är Sanikiluaq med 744 invånare.I närheten av byn ligger Sanikiluaq Airport.